# Pedro Amorim (músico)
Pedro Caminha Amorim (Rio de Janeiro, 20 de julho de 1958) é um compositor, instrumentista, bandolinista e violonista brasileiro. Suas composições incluem choros, sambas, valsas, boleros, canções, jongos, lundus, schottisches, marchas e maxixes. Suas composições foram gravadas por intérpretes como Maria Bethânia, Roberta Sá, Ney Matogrosso, Naná Vasconcelos, Teresa Cristina, Pedro Miranda, Nina Wirtti e Ilessi. No ano de 1993, gravou em Paris, junto com Maurício Carrilho e Paulo Sérgio, o CD intitulado O Trio, que lhe rendeu o Prêmio Sharp na categoria "Música Instrumental". Um dos professores fundadores da Escola Portátil de Música, tem viajado pelo Brasil e pelo mundo, sempre divulgando a música brasileira, especialmente o choro e o samba.